# Harald Buresch
Harald Buresch (* 7. Oktober 1977 in Pfarrkirchen in Niederbayern) ist ein deutscher Musicaldarsteller und Bühnenautor.

## Leben
Harald Buresch studierte in Wien an der Hochschule für Musik und darstellende Kunst.
Er war in verschiedenen Musicals zu sehen, unter anderem als Frank’n’Furter in The Rocky Horror Show, als Rudolf im Sisi-Musical oder als Sheriff von Nottingham in Robin Hood.
Zuletzt kreierte Harald Buresch in der Uraufführung von Herzen im Zwielicht im Theater an der Rott die Rolle des Johnny.
In der österreichischen Erstaufführung der Musicalversion von Das Orangenmädchen von Jostein Gaarder wird Harald Buresch ab Dezember 2008 in der männlichen Hauptrolle auf der Bühne stehen, im Frühjahr 2009 spielte er in Deutschland Shir Khan in einer Dschungelbuch-Version für Erwachsene.
2010 war er Hauptdarsteller der Gala-Tournee Die Nacht der Musicals.
Seit 2001 ist Harald Buresch mit seinen Soloprogrammen unterwegs: Seine  One-Man-Shows Blutslust, Bier im Blut oder Ein Drecksstück  gastierten im gesamten deutschsprachigen Raum.
2005 gründete er das Ensemble Herzbruchstück (Sonja Kraushofer und Saskia Bade).
Als kreativer Kopf dieser Musiktheater-Formation brachte er die Musicals Romeo und Julia im Wunderland, Kein Mozart und zuletzt das Musical VIKTOR auf die Bühne.
Harald Buresch leitet Workshops (Musical, Chanson, Poesie), schreibt eine Kolumne in einem Wiener Stadtmagazin sowie Moderationen und Texte für Kabarettisten.
Im Oktober 2008 stand er neben Jenny Pippal in dem Zwei-Personen-Stück Spinnt die Spinne mit Gefühl? auf der Bühne.